# Nemotelus kugleri
Nemotelus kugleri är en tvåvingeart som beskrevs av Lindner 1974. Nemotelus kugleri ingår i släktet Nemotelus och familjen vapenflugor.
Artens utbredningsområde är Israel. Inga underarter finns listade i Catalogue of Life.